# Floresville
Floresville is een plaats (city) in de Amerikaanse staat Texas, en valt bestuurlijk gezien onder Wilson County.

## Demografie
Bij de volkstelling in 2000 werd het aantal inwoners vastgesteld op 5868.
In 2006 is het aantal inwoners door het United States Census Bureau geschat op 7250, een stijging van 1382 (23,6%).

## Geografie
Volgens het United States Census Bureau beslaat de plaats een oppervlakte van
12,3 km², geheel bestaande uit land. Floresville ligt op ongeveer 119 m boven zeeniveau.

## Plaatsen in de nabije omgeving
De onderstaande figuur toont nabijgelegen plaatsen in een straal van 28 km rond Floresville.

## Geboren
- John Connally (1917-1993), gouverneur van Texas (1963-1969) en minister